# Stipa kingii
Stipa kingii là một loài thực vật có hoa trong họ Hòa thảo. Loài này được Bol. miêu tả khoa học đầu tiên năm 1872.